# Бульвола
Бульвола — річка в Україні, у Новоселицькому районі Чернівецької області. Права притока Пацапуле (басейн Дунаю).

## Опис
Довжина річки приблизно 1,5 км.

## Розташування
Бере початок на північно-західній околиці Балківців. Тече переважно на південний схід і впадає у річку Пацапуле, ліву притоку Пруту.